# گوتز جرج
گوتز جرج (به انگلیسی: Götz George) (زاده ۲۳ ژوئیه ۱۹۳۸-درگذشته ۱۹ ژوئن ۲۰۱۶) بازیگر آلمانی بود.
از فیلم‌های معروف او می‌توان به بازی در در میان کرکسها و تبار فو مانچو اشاره کرد.